# Eselsturm

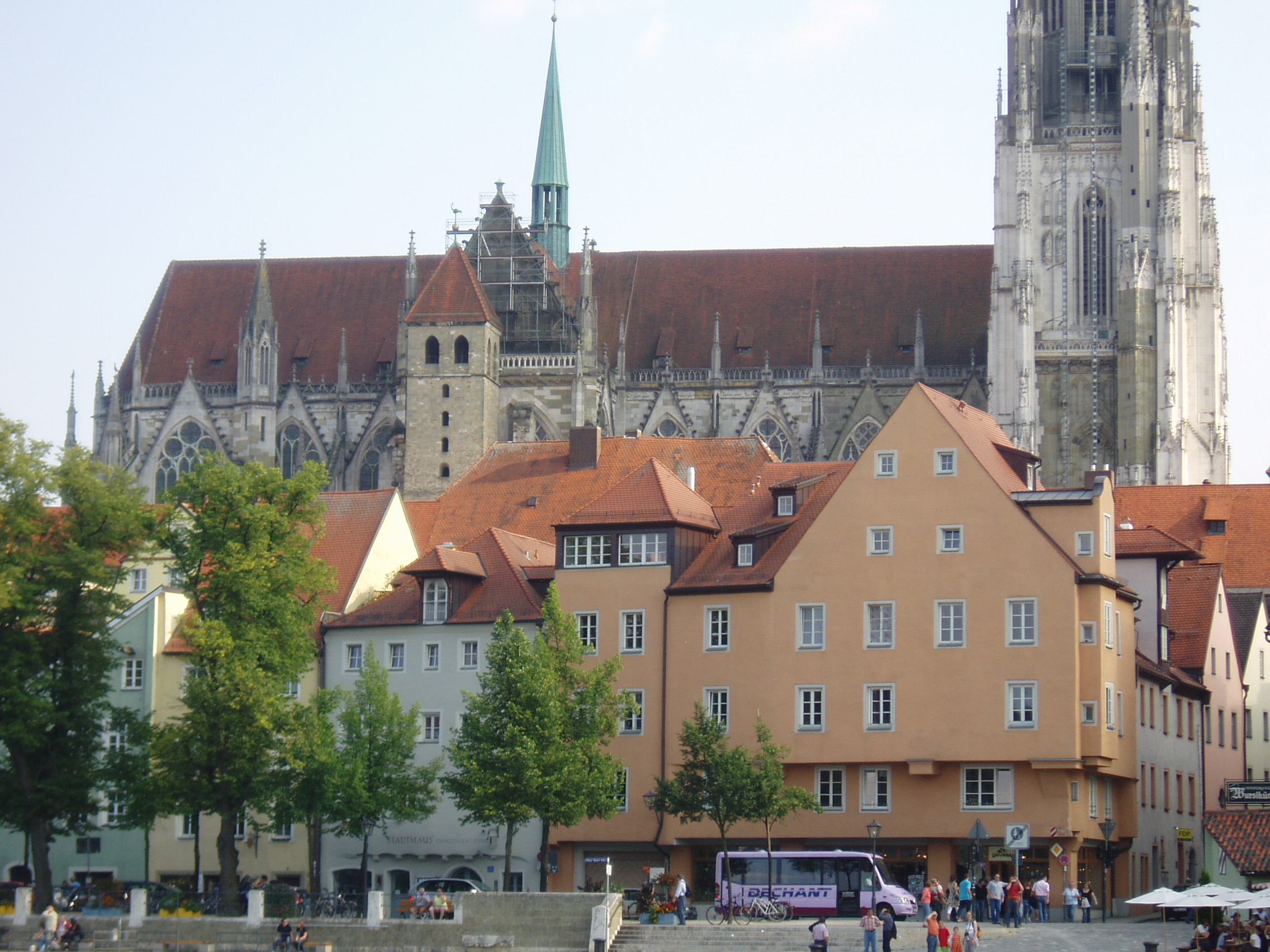
Eselsturm vor dem Hintergrund des Regensburger Doms

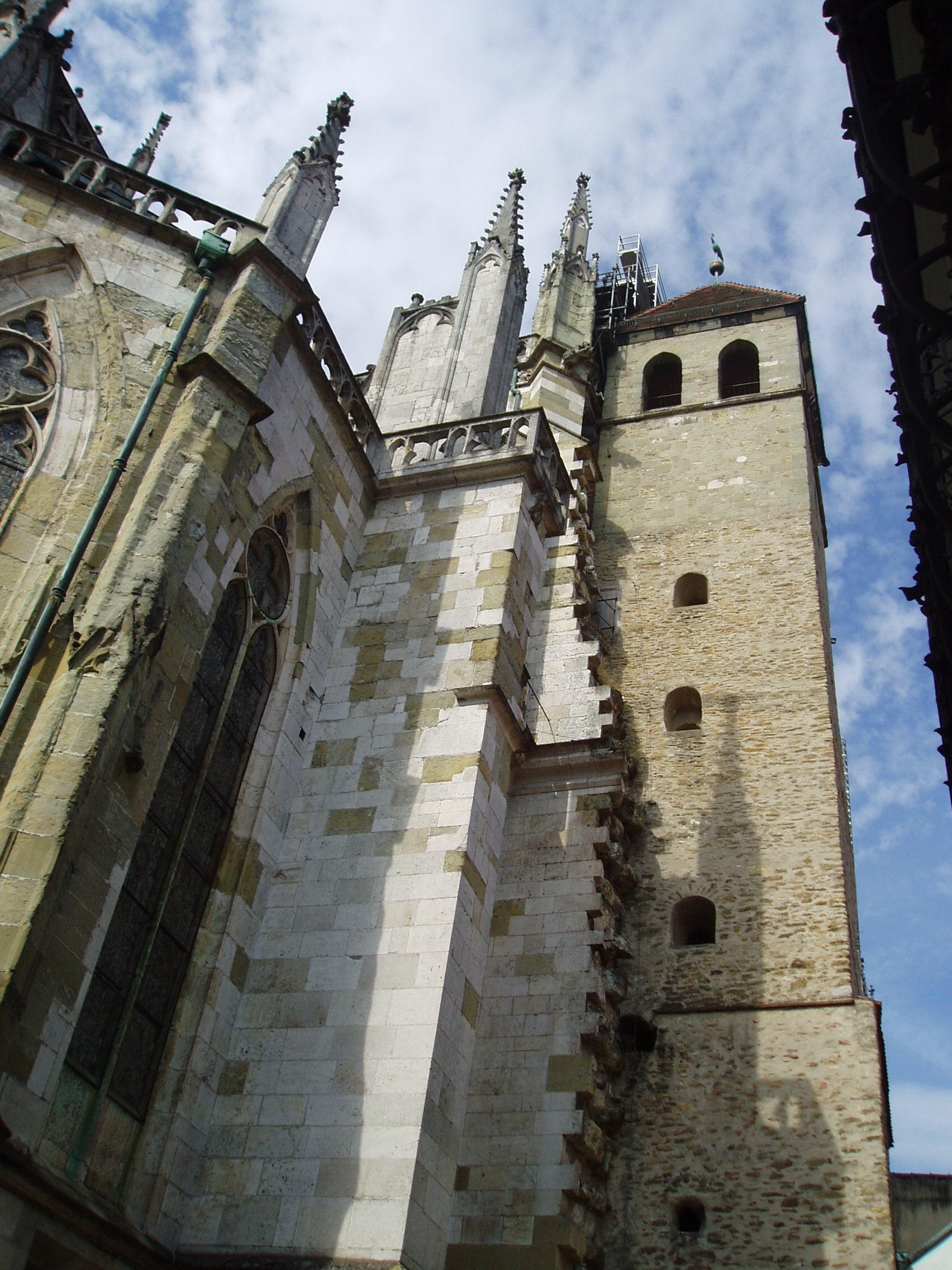
Wartesteine der nicht vollendeten gotischen Ummantelung des Eselsturms

Eselsturm ist der Name des Nordost-Turms des Regensburger Domes, der einer der Kirchtürme des romanischen Vorgängerbaus war. Er wurde damals und auch heute noch zum Transport der Baumaterialien in die oberen Bereiche des Doms verwendet. Dass eine nicht vollendete, gotische Ummantelung des romanischen Mauerwerks geplant war, zeigen die Wartesteine.

## Etymologie
Die Bezeichnung Esel stand für einen Lastenaufzug. Die spätere Unkenntnis dieses Zusammenhangs führte vermutlich zur Erfindung des Begriffs Eselstreppe in der Fachliteratur des 19. Jahrhunderts. Der Name leitet sich von Erklärungen her, die den Namen Eselsturm rechtfertigen sollten. Der Turm in Regensburg besitzt eine Reittreppe ähnlich wie die  Eselstürme an den Domen zu Speyer und Worms einen stufenlosen gewendelten Aufgang. Die Behauptung, dieser sei für Lasten tragende Esel bestimmt gewesen, ist unzutreffend. Die Abmessungen sind für einen solchen Zweck viel zu klein. Andererseits ist für Aufgänge dieser Art, die mit Sicherheit von Trag- und Zugtieren benutzt wurden, weder der Name Eselstreppe noch eine ähnliche Bezeichnung bekannt.